# Воловиков, Андрей Валентинович
Андрей Валентинович Воловиков (род. 13 июня 1965, Пермь) — российский военный лётчик 1-го класса, полковник, Герой Российской Федерации (2008), один из шести кавалеров четырёх орденов Мужества.

## Биография
С 1982 года — на действительной военной службе в Вооружённых силах.
В 1986 году — окончил Сызранское высшее военное авиационное училище лётчиков.
Участвовал в двух чеченских кампаниях, в зоне грузино-абхазского конфликта и в миротворческих операциях ООН (Миссия ООН в Сьерра-Леоне).
К 2008 году имел более 2 тысяч часов налета, из них свыше 1.400 — боевых.
Военный лётчик первого класса. Начальник службы безопасности полётов 55-го Севастопольского отдельного вертолётного полка.
С 1 июля 2011 года в запасе. Проживает в Краснодарском крае.

## Боевые заслуги
В представлении к четвёртому ордену Мужества сказано:
В районе реки М. была обнаружена банда численностью до 150 человек. В результате первого огневого удара Воловиков А. В. уничтожил до 30 боевиков. При выполнении повторного захода попал под плотный заградительный огонь противника. Выполнив манёвр, нанёс удар неуправляемыми ракетами, уничтожив расчет ПЗРК и до 10 боевиков. В процессе атаки, проявив высокую технику пилотирования, уклонился от выпущенной по вертолёту зенитной ракеты. При выполнении третьего захода услышал доклад о подготовке к стрельбе расчёта ДШК. Пуском управляемой ракеты уничтожил пулеметный расчёт. Однако с другой стороны горы ракетой «Стрела» был подбит вертолёт майора К. П. Кистень. Рискуя жизнью, под шквальным огнём Воловиков А. В. прикрыл совершивший вынужденную посадку вертолёт и огнём бортового оружия уничтожил группу боевиков, стремившуюся прорваться к подбитому Ми-24. При этом вертолёт самого Воловикова получил боевые повреждения.
15 октября 2008 года, во время церемонии вручения государственных наград Российской Федерации, Президент Российской Федерации Дмитрий Медведев заявил:
Хотел бы особо отметить Героев России: подполковник Андрей Валентинович Воловиков и майор Валерий Николаевич Чухванцев в тяжелейших условиях не раз с честью выполняли поставленные боевые задачи. Благодаря их профессиональному мастерству и мужеству были спасены жизни наших солдат. 

## Награды
- Герой Российской Федерации (26 мая 2008)[5][1];
- 4 ордена Мужества (1996, два в 2000, 2001)[2];
- Орден «За военные заслуги» (1995)[2];
- медали Министерства обороны и ООН.